# Danske Filmkritikere
Danske Filmkritikere (tidligere Filmmedarbejderforeningen) er en forening for dagbladenes filmanmeldere og filmskribenter. Der er omkring 45 medlemmer i foreningen. Hvert år siden 1948 uddeler den Bodilprisen.